# Радикал целого числа
Радикал целого числа — число, равное произведению простых делителей целого числа. 
Радикал числа n обозначается {\displaystyle \operatorname {rad} n}. 
Например, для числа 504 имеем:
{\displaystyle 504=2^{3}\cdot 3^{2}\cdot 7,}
{\displaystyle \operatorname {rad} (504)=2\cdot 3\cdot 7=42.}
В формальной записи определение радикала имеет вид
{\displaystyle \operatorname {rad} n=\prod _{p\mid n \atop p\in \mathbb {P} }p.}
С помощью радикала целого числа формулируется abc-гипотеза, а с помощью аналога понятия радикала формулируется аналогичное (притом) утверждение в кольце многочленов.

## Свойства
- Радикал является наибольшим бесквадратным делителем числа.
- {\displaystyle \operatorname {rad} a\leqslant a.}
- {\displaystyle \operatorname {rad} (a^{b})=\operatorname {rad} a.}